# Idaho Power Company
 (février 2010).
Si vous disposez d'ouvrages ou d'articles de référence ou si vous connaissez des sites web de qualité traitant du thème abordé ici, merci de compléter l'article en donnant les références utiles à sa vérifiabilité et en les liant à la section « Notes et références ».
L’Idaho Power Company (IPC) est une compagnie d'électricité dont l'activité consiste en l'achat, la vente, la production et la redistribution de l'électricité dans les états de l'Idaho et de l'Oregon. La compagnie est une filiale de IDACORP.Inc. 
L'Idaho Power Company possède et exploite 17 barrages hydro-électriques opérant autour de la Snake River et de ses affluents, et la compagnie détient également des parts dans trois usines de charbon. En 2007, l'électricité vendue par IPC était à 33 % d'origine hydro-électrique, 39 % thermique et 28 % ont été achetés auprès d'autres sociétés.